# Caspar Conrad Gottlieb von Zedlitz
Caspar Conrad Gottlieb Freiherr von Zedlitz (auch Zedlitz und Neukirch) (geb. 1762 in Schlesien; gest. 7. Juni 1842 in Wohlau, Provinz Schlesien) war ein preußischer Landrat.

## Leben

Stammwappen derer von Zedlitz

Caspar Conrad Gottlieb Freiherr von Zedlitz war Angehöriger des alten schlesischen Adelsgeschlechts Zedlitz. Er war ein Sohn von Caspar Conrad Freiherr von Zedlitz (1739–1804), Erbherr auf Hohen-Liebenthal im Kreis Goldberg und Fischbach und dessen Ehefrau Friederike Elisabeth, geb. Freiin von Zedlitz. Am 19. Mai 1783 immatrikulierte er sich an der Universität Halle für ein Studium der Rechte, 1785 wurde er Freimaurer. Nach Ende seines Studiums wurde er Kreisdeputierter und fungierte als Marschkommissar im Kreis Goldberg. Am 4. März 1806 wurde er mittels Ordre zum neuen Landrat des Kreises Goldberg bestätigt. Er trat damit die Nachfolge von Hans Christian Alexander von Schweinitz, der am 19. Dezember 1805 verstorben war, an. Das Amt als Landrat übte er bis 1814 aus.

## Persönliches
Caspar Conrad Gottlieb Freiherr von Zedlitz saß auf Nieder-Harpersdorf und war Gutsherr auf Hockenau (Kreis Goldberg), Laub und Heyde. Er war seit 1787 mit Eleonore Friederike Auguste (1768–1820), geb. von Trütschler auf Falkenstein, verheiratet. Aus dieser Ehe ging der Sohn Konrad von Zedlitz und Neukirch (1789–1869) hervor.